# オウム真理教附属医院
オウム真理教附属医院（オウムしんりきょうふぞくいいん、英語名Astral Hospital Institute＜アストラル・ホスピタル・インスティテュート＞ 、通称AHI）は、東京都中野区にあったオウム真理教の医療機関（診療所）である。

## 概要
1990年にオウム真理教によって設立された医院。温熱療法やヨーガなど教団独自の治療法が行われていた。オウムの宣伝用新聞『契約の書』によれば、信者が「クモ膜下出血の後遺症から奇跡的に回復」「末期癌が完治」「肝炎・肝硬変が改善」したという宣伝が載っていた。診療時間は8時 - 22時（年中無休）。
診療科目は、内科、小児科、神経内科、外科、整形外科、精神科、理学診療科、産婦人科。
48時間以上の収容を原則禁止する医療法第13条を無視し、頻繁に入院という名目で信者等を何ヶ月も監禁するなど非合法活動の場としても使われた。薬剤師リンチ殺害事件では当医院所属の薬剤師が殺害された。1994年4月5日には宮崎県資産家拉致事件の被害者がここで監禁され、治療としてオウムの修行をやらされていた。薬品（特に麻薬等）を合法的に購入するためには、医療法に基づく医療機関を開設する必要があり、そのために当該診療所を開設したともいわれている。医院では5年間に21人が死亡したともいう。他にも、出家生活における虐待による信者の負傷の隠蔽、教団の資金集めのための診療報酬の不正請求にも利用された。
麻原彰晃逮捕の影響により、1995年10月31日に廃業となった。

## 医師
いずれも麻原彰晃に心酔していた熱心な信者であった。通常研修医として2年間勤務しその間に専門科目技術を学ぶが、平田と中川は研修途中で出家しており正式な勤務医として経験したことすらなかった。杉並西保健所の担当者は「正直な話、この体制で診療所を開設して大丈夫なものかと不安でした」と述べている。医師の親族は早くから危険性や問題点を東京都や厚生省（現：厚生労働省）に対して訴えたが、行政は何の手も打たなかった。
- 林郁夫（クリシュナナンダ） - 元オウム真理教幹部。元医師。教団が省庁制を採用した後は治療省大臣だった。地下鉄サリン事件の実行犯ではあるが捜査に協力的だったこともあり、また被害者や遺族らからも事件解決に向けて協力したことや謝罪を迅速に行った点が評価され、無期懲役に減刑された。
- 平田雅之（バーラドヴァージャ） -大阪市立東高等学校、愛知医科大学を卒業、関西医科大学の整形外科医局に入り、関西医科大学附属病院や阪和記念病院などで研究医として1年7ヶ月程勤務したが、麻原彰晃の空中浮遊や心霊治療を真顔で信じているなど近代医学の徒とはほど遠い態度であった。専門は整形外科であったが手術もしたことはなく、本を見ながら脱臼を治すのが精一杯だったという[1]。監禁罪で執行猶予判決を受けた後、Alephに戻る[7]。
- 中川智正（ヴァジラティッサ） - 岡山県立岡山朝日高等学校、京都府立医科大学出身で大学時代は学園祭の実行委員長を務めるなど明るく活発な学生であったが国家試験受験する頃にオウム真理教を知り入信、大阪鉄道病院に研修医として1年2ヶ月程勤務しただけである[1]。坂本堤弁護士一家殺害事件の実行犯の一人で一家を殺害していた。その後、一連のオウム真理教事件で死刑判決を受け、2018年7月6日に広島拘置所で死刑が執行された。
- 佐々木正光（メッターヴェッジャ） - 単身赴任で地方病院に勤務していた時にオウムにのめり込んだ。病院の神経内科医は彼一人だったが患者、妻、産まれたばかりの長男を放り出して突然出家した。大学から借りた1136万円の育英資金も放置しており、大学関係者や親からは連絡が取れず大変困ったという[1]。宮崎県資産家拉致事件に関与し実刑判決の後、Alephに戻る[8]。

## 治療
以下のような治療が行われていた。
温熱療法
熱湯に浸る療法。教団の修行にも導入され多くの死者を出した。詳細は温熱療法 (オウム真理教)を参照。
ガージャ・カラニー
洗面器一杯の塩水を飲んで吐くことを繰り返し、胃を洗浄する。
ネーティ・カルマ
湯に浸した長さ50cm・幅3cmの布を鼻から挿れ、口から出す。これを繰り返すことで反射が止まり、咳や鼻水が出なくなるとされた。インドのスートラネティと同じ。

## 歴史

### 薬局を巡る不正請求と罰金刑
麻原彰晃こと松本智津夫は鍼灸師の資格を持っており、千葉県船橋市で鍼灸院を経営していたが、それに飽き足らず薬局経営に乗り出した。しかし国民健康保険の不正請求が発覚し千葉県から返還を求められている。また当時の新聞報道によれば漢方薬の材料を使ってニセ薬を製造、チラシで「リューマチ、神経痛、腰痛が30分で消える」と宣伝、一瓶3万円から6万円で販売して「効き目がないどころか下痢をした」などという訴えが警察に寄せられ、薬事法違反で警視庁に逮捕され、罰金刑を受けた経歴があった。

### オウム真理教における「新しい医療」
オウム真理教を始めてからは教団の目標の一つに「病苦からの解放」を掲げた。1987年8月に発行された機関誌『マハーヤーナ』創刊号では麻原が透視により診断しエネルギーを注入することで病気は治る、と宣伝している。また著書『超能力「秘密のカリキュラム」癌・エイズだって怖くない!!』を出版し、その中で塩化ナトリウムを溶かしたお湯を飲んでヨガのポーズを取り呼吸法を行なうことで初期のガンが、また重症の場合でも別の呼吸法や精神集中を加えた治療で治るとした。
教団は独自の療法を「新しい医療」と命名、診療所の広告で「現代医学では完治の難しい慢性病や、難病と呼ばれる様々な病気に、目覚ましい効果を挙げています」とPRしている。無論これは医療法違反であった。

### 麻原彰晃の新しい医療を考える会治療センター
当医院以前にも、オウム真理教は1989年秋に東京都杉並区に診療所を作る計画をしていた。教団の広告には「当治療センターのご利用は麻原彰晃後援会会員の方に限らせていただきます」という断り書きがあった。10月末に杉並西保健所に申請が出たが書類に不備があり保健所が是正するよう指導した。しかし教団側は是正に応じず総務部長が強硬に許可を迫った。杉並西保健所の担当者によると「医師がいるというのに、医療法の知識がほとんどない」状態だったという。しかも許可がないうちに診療を始めたという医療法違反の疑いもあり11月に保健所が立入検査を行なった。設備は整い診療活動を行っている様子があったが、教団側は「開院の準備をしているだけ」と言い張った。現場を押さえない限りはどうしようないところ、数日後に突然診療所の開設を中止する旨連絡があった。

### 付属医院開設
このような紆余曲折を経て、同医院は1990年6月1日に開設された。当初アストラル・クリニックの名称で保健所に届出をしたが、保健所より「オウム真理教の関連施設」と分かる名称でないと受理できないと言われたため、この名前に変更した経緯があった。院長は一般的に「治療省大臣」の林郁夫といわれているが、保健所に届出された管理者は医師の平田雅之、医院顧問は教団最古参幹部で鍼灸師の大内利裕であった。教団のパンフレット『病は癒える』1990年4月号によれば院長が平田雅之、顧問が中川智正、その他の医師として片平建一郎、佐々木正光の名前が挙げられている。
入り口の看板では「内科、外科、整形外科、小児科、神経内科、精神科、産婦人科」を掲げ、「入院応需」「各種保険取り扱い致します」という記述もあり、信者だけでなく一般人も受け付けると見られていた。
事前の宣伝では4月下旬にも開院するはずであったが、中野北保健所が何度も説明したにもかかわらず必要書類を揃えられず、申請書類の不備で受理できずに開院が遅れた。法人が開設する場合定款や責任者氏名を明確にする必要があるのにそれを明らかにするだけで2ヶ月かかっているという。また医師、看護師など医療従事者の国家免許証を添付しなければならないのだがそれも提出されなかった。申請ではX線撮影設備があり放射線防護壁が必要であったが、これも設備がなかった。理由が教団側の不備にあるにもかかわらず、教団側は「許可が出るのが遅い」とクレームを付け、教団顧問弁護士が「遅れた責任を取ってもらうぞ」と脅しめいた苦情を言って来る始末であった。
しかしあらゆる難病奇病を治せると大宣伝しているこの附属医院は、しばしば自分の病状が悪化していると述べる麻原彰晃の病気を治せなかった。1995年4月1日に佐々木正光が麻原について肝硬変、Q熱、慢性心不全、心内膜炎の疑い、皮膚炎と5つもの病名を挙げて「約1ヶ月の加療及びベッド上安静が必要であると判断する」との診断書を作成したが、1995年5月16日に逮捕された麻原は健康上何の問題もなかった。